# Sudikj
Sudikj (makedonsky: Судиќ) je vesnice v Severní Makedonii. Nachází se v opštině Štip ve Východním regionu.

## Geografie
Vesnice se nachází 20 km severozápadně od města Štip.
Leží mezi dvěma kopci - Solunski (620 m) a Vlaško Brdo (550 m). Vesnice rozděluje na dvě poloviny řeka Sudička. Dalšími významnými vrcholy jsou na severu Pogled (705 m) a Ruen (707 m) a Orlov Kamen (680 m), ležící na východě. Mírné svahy okolo kopců jsou vhodné pro chov malých i velkých hospodářských zvířat.

## Historie
Oblast okolo vesnice Sudikj byla osídlena již od pozdního starověku, o čemž svědčí archeologická naleziště v okolí obce.
Na konci 19. století byla vesnice součástí Osmanské říše. Podle bulharského etnografa a spisovatele Vasila Kančova zde v roce 1900 žilo 192 obyvatel makedonské národnosti.
V roce 2014 bylo vesnice navráceno tradiční jméno "Sudikj" místo původního "Sudič", používáno za dob Jugoslávie.

## Demografie
Podle sčítání lidu z roku 2002 žije ve vesnici 10 obyvatel, všichni jsou Makedonci.
| Rok          | 1900 | 1905 | 1948 | 1953 | 1961 | 1971 | 1981 | 1991 | 1994 | 2002 |
| ------------ | ---- | ---- | ---- | ---- | ---- | ---- | ---- | ---- | ---- | ---- |
| Obyvatelstvo | 192  | 256  | 407  | 452  | 440  | 304  | 86   | 37   | 27   | 10   |